# Ayyanar

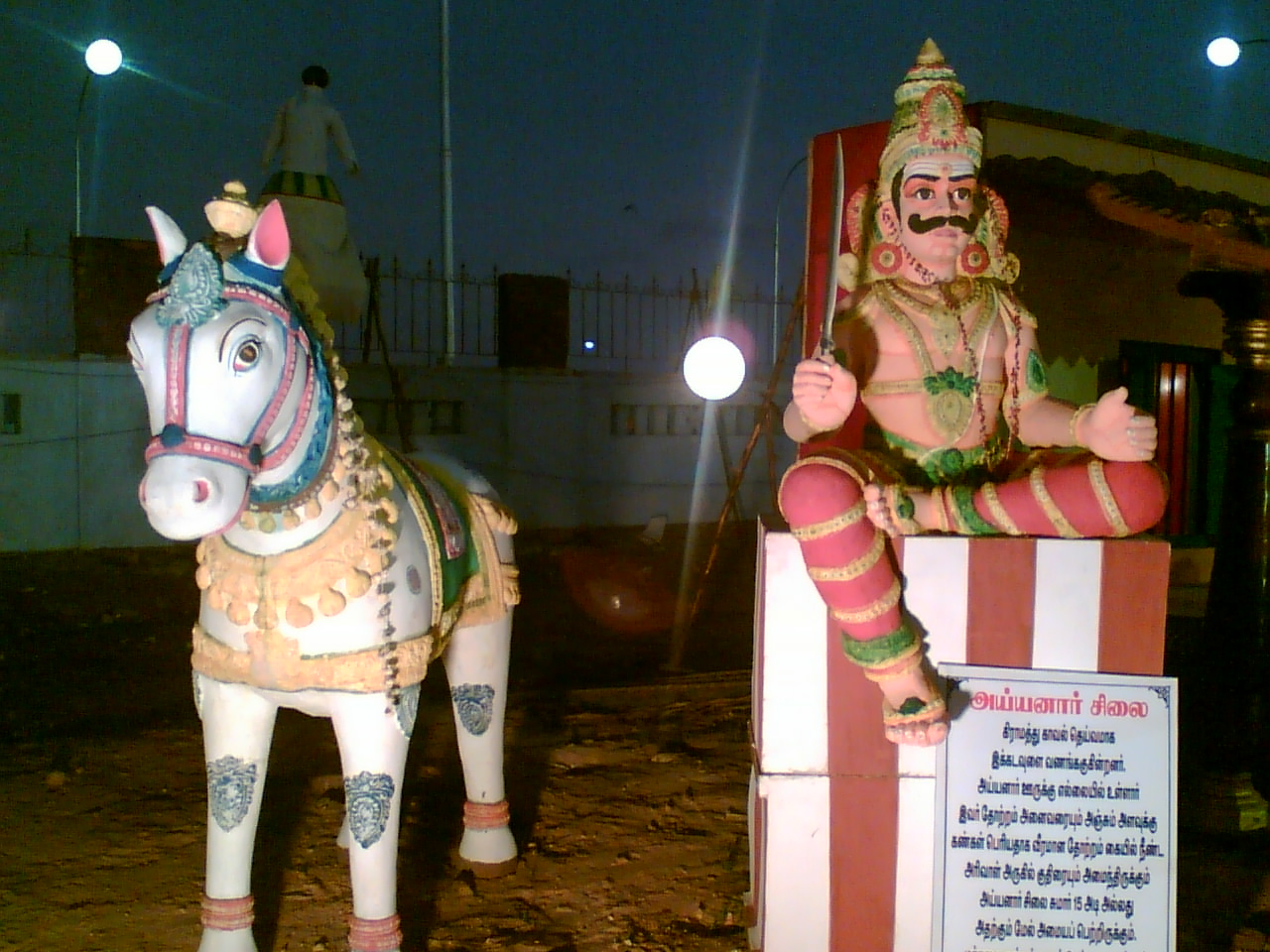
Aiyanar, deidad hindú del sur de la India con su caballo blanco.

Ayyanar o Aiyanar es un Dios local tamil, un Dios de pueblo del sur de la India, venerado principalmente en el estado de Tamil Nadu. Es adorado como divinidad guardiana que protege las villas rurales. Sus sacerdotes no son en general brahmanes, sino que pertenecen a la casta de los alfareros y ceramistas, aunque miembros de otras castas también pueden oficiar en sus templos.
Los templos de Aiyanar suelen estar flanqueados de estatuas gigantescas y coloreadas que le representan, a él y sus compañeros, cabalgando a lomos de un caballo o de un elefante. Los santuarios se encuentran a las afueras de las poblaciones rurales, donde el dios es visto a lomos de un caballo con una espada, un tridente o una lanza para derrotar a los demonios.
Está asociado al dios Aiyanake por las poblaciones cingalesas de Sri Lanka. Por otro lado, muchos santuarios de Aiyanar se han convertido en santuarios de Ayyappan, que responde mejor a las necesidades de la población en los tiempos actuales.